# Gymnoscelis merochyta
Gymnoscelis merochyta là một loài bướm đêm trong họ Geometridae.